# 田中美緒 (モデル)
田中 美緒（たなか みお、1994年4月18日 - ）は、日本の女性モデル。ミス・アースジャパン2018として知られる。

## 経歴

### 生い立ち
1994年4月18日、石川県小松市に生まれる。
幼少期は男の子に交じって鬼ごっこをするなど、活発な子供だった。保育園時代から周囲より頭一個分程背が高かった。学生時代の制服は特注で、町ですれ違う人達に好奇の眼差しを向けられるのも嫌だった。
幼児教育を学び、2年間の保育士としてのキャリアもある。

### モデルとして
石川県内のモデル事務所に所属。県内のショーに出演。オーディションがあると東京に行っていた。
モデル業と同時にアパレルの仕事もしていたが、ミス・アースの全国大会及び世界大会を意識して店内にある大きな鏡に自分を映したり、長い通路を見つけるとウォーキングの練習をするなど努力をしていた。

### ミス・アース
2018年7月23日、ホテル椿山荘東京（東京都文京区）で開催された日本代表選考会に石川代表として出場。26人のファイナリストの中から優勝、ミス・アースジャパン2018に選ばれる。芸能界に興味はあるが、まずは環境保全のことを訴えていくことが一番大事だと思う、もっと環境保全にまつわる活動に参加していきたいとコメント。
2018年11月3日に行われたミス・アース世界大会では88か国中、総合Top18に残る。約1か月にわたる審査の間、ノーメイク審査やナショナルコスチューム審査、タレント審査など様々なコンテストを経験。タレント審査ではよさこいを披露。ナショナルコスチュームとロングガウンは西村有紀子がデザインしたもの
。
2018年11月12日、小松市の和田愼司市長を表敬訪問。
2019年6月11日、吉川貴盛農林水産大臣を表敬訪問。

## 人物
特技はバドミントンとピアノ。ピアノは楽譜を見ずに流行りの曲などを弾くことができる。